# ゲルリッツ
ゲルリッツ（Görlitz [ˈɡœʁlɪts] ( 音声ファイル), ソルブ語: ズホリェルツ Zhorjelc）は、旧オーバーラウジッツ地方（Oberlausitz）、現ザクセン州のナイセ川流域にあるドイツの都市である。現在はドレスデン都市圏に属する。

## 歴史

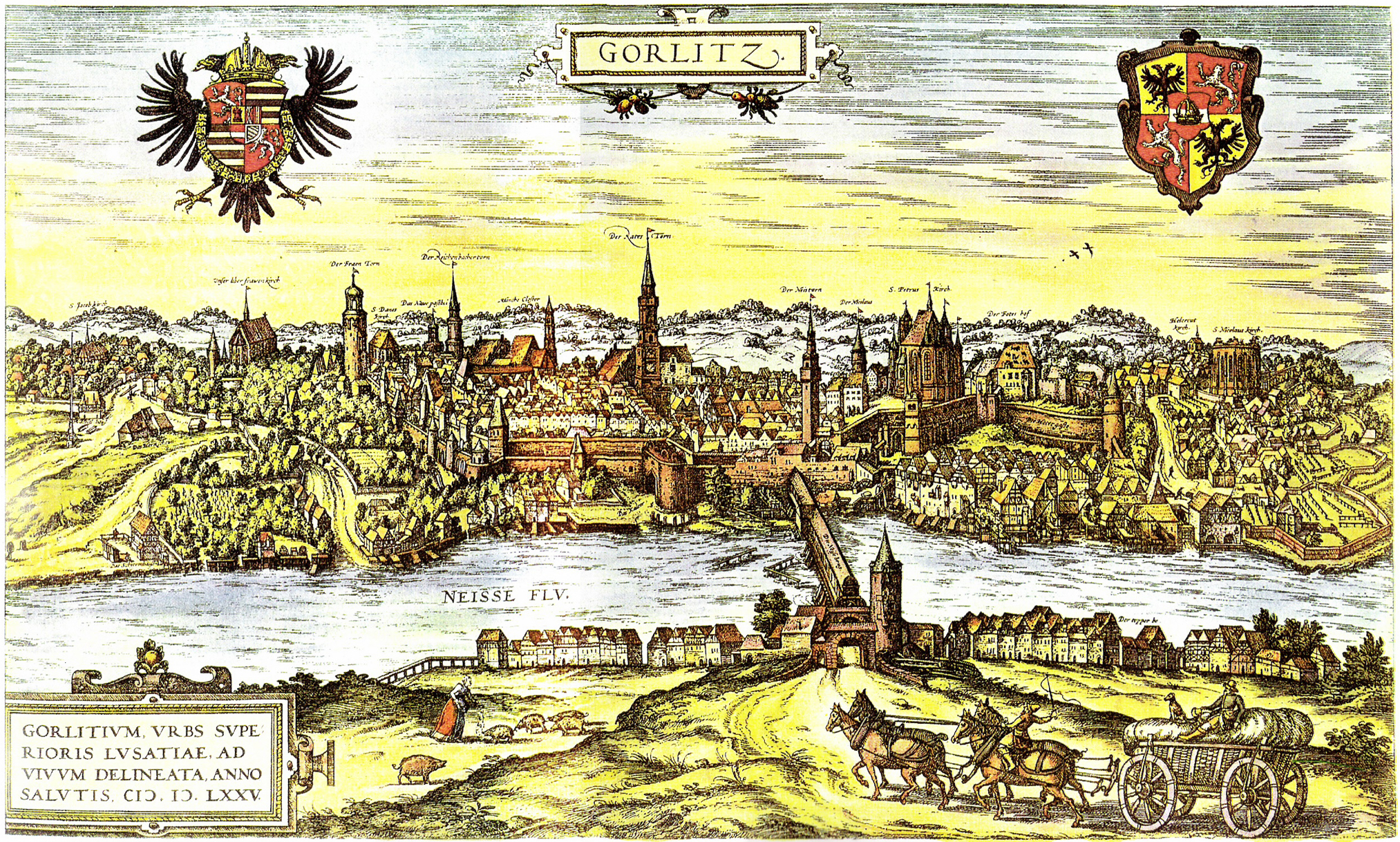
ゲルリッツの図（1575年）

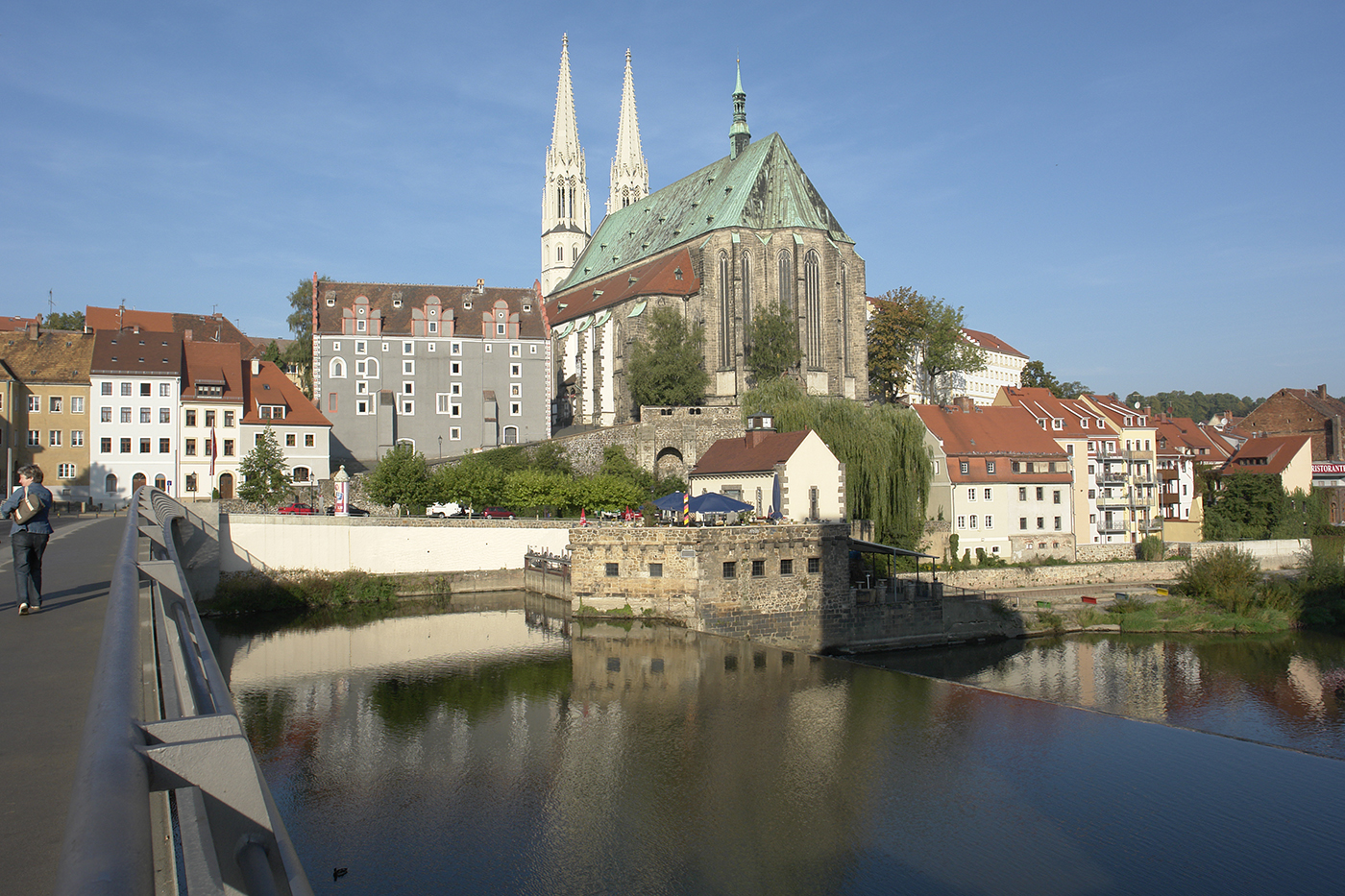
ナイセ川の国境の橋から撮影された聖ペテロ・パウロ教会。向かって左に隣接する灰色の建物は、当市に現存する最古の世俗建築物であるヴァイトハウス。

ゲルリッツの名は、スラヴ語で「燃やされた土地」（町を切り開く際に土地が焼かれた）を意味する言葉(「燃える」や「燃やす」を意味するロシア語のгоретьやチェコ語のhořetと同語源。)に由来する。ゲルリッツが最初に文献に登場するのは、当時ローマ王だったハインリヒ4世が1071年に書いた書簡である。この時の表記が villa Goreliz で、その後13世紀に Gorlez, Gorlicz, Zgorliz と記され、1474年には Görlicz と表記された。13世紀以降、重要道路が交差し、交通の要衝に位置するこの町は交易により発展する。
14世紀にはラウジッツの6都市同盟（Oberlausitzer Sechsstädtebund）を主導した。フス派との戦いでは妥協無しに戦った。1440年頃以後領地を大幅に拡大させた。1500年頃の人口は約1万人を数えた。都市の内部騒乱（1369年、1390年、1405年）は1521年にはルター派の運動に移行した。
三十年戦争以後ザクセン選帝侯の支配下に入り、ナポレオン戦争の後、1815年のウィーン会議によりプロイセン領シュレージエンの一部となった。
第二次世界大戦ではドイツが敗北する直前、町のナイセ川にかかる橋がすべて爆破された。大戦後、オーダー・ナイセ線が東ドイツとポーランドとの国境線とされたため、旧ゲルリッツ市のナイセ川東岸が1948年にポーランド領ズゴジェレツ（Zgorzelec）となり、残りの部分は東ドイツのザクセン州の一部となった。その後ゲルリッツは1952年からドレスデン県に属し、ドイツ統一に際し再設置されたザクセン州に復帰した。
2002年の水害により、ゲルリッツとズゴジェレツを結ぶ橋が損傷したが、2004年10月に復旧した。
ゲルリッツとズゴジェレツの両都市は2007年12月ポーランドがシェンゲン協定に加盟したことにより、検問が廃止されて再度一つの町として発展する方向に向かい、「2030年までに1都市、1行政、1議会」とする計画を立てている。
これに合わせポーランド、チェコと共同でナイセ大学（Neisse University）が開学したが、2019年に募集停止となった。
2008年、ゲルリッツ郡（Landkreis Görlitz）が発足し、郡庁所在地となる。同郡は、人口流出による少子高齢化と過疎化が著しい。

## 政治・経済
2017年以降、右派・極右政党の「ドイツのための選択肢（AfD）」の勢力の中心地で、2021年ドイツ連邦議会選挙ではゲルリッツの有権者のうち35.8パーセントと国内最高の得票率を記録し、2025年ドイツ連邦議会選挙では48.9パーセントと記録を更新した。
Prognos AG研究所が3年ごとに発表するドイツ全自治体の経済指標では、2025年版（Zukunftsatlas 2025）でドイツ全国の400の自治体のうち最下位の400位となっている。将来性については、8段階のカテゴリにおいて最低の「リスクが非常に高い地域」に格付けされる。

## 文化
第2次世界大戦による損害をほとんど被らなかったおかげで、このドイツ最東の都市には、中世 ゴシック 、ルネッサンス、バロック、アールヌーボーの見事な建築が多数残されている。旧市街を囲む中世の門と塔のうち、現在まで残るのはライヘンバッハ塔（Reichenbacher Turm）、ニコライ塔（Nikolaiturm）、肥満塔（Dicker Turm）、陰門（Finstertor）である。

## 交通
- ゲルリッツ市電
- ゲルリッツ交通有限会社が運営する路線バスのうち、2025年8月現在、A系統がポーランド側の都心も通るよう設定されている。

## 姉妹都市
- アミアン、フランス

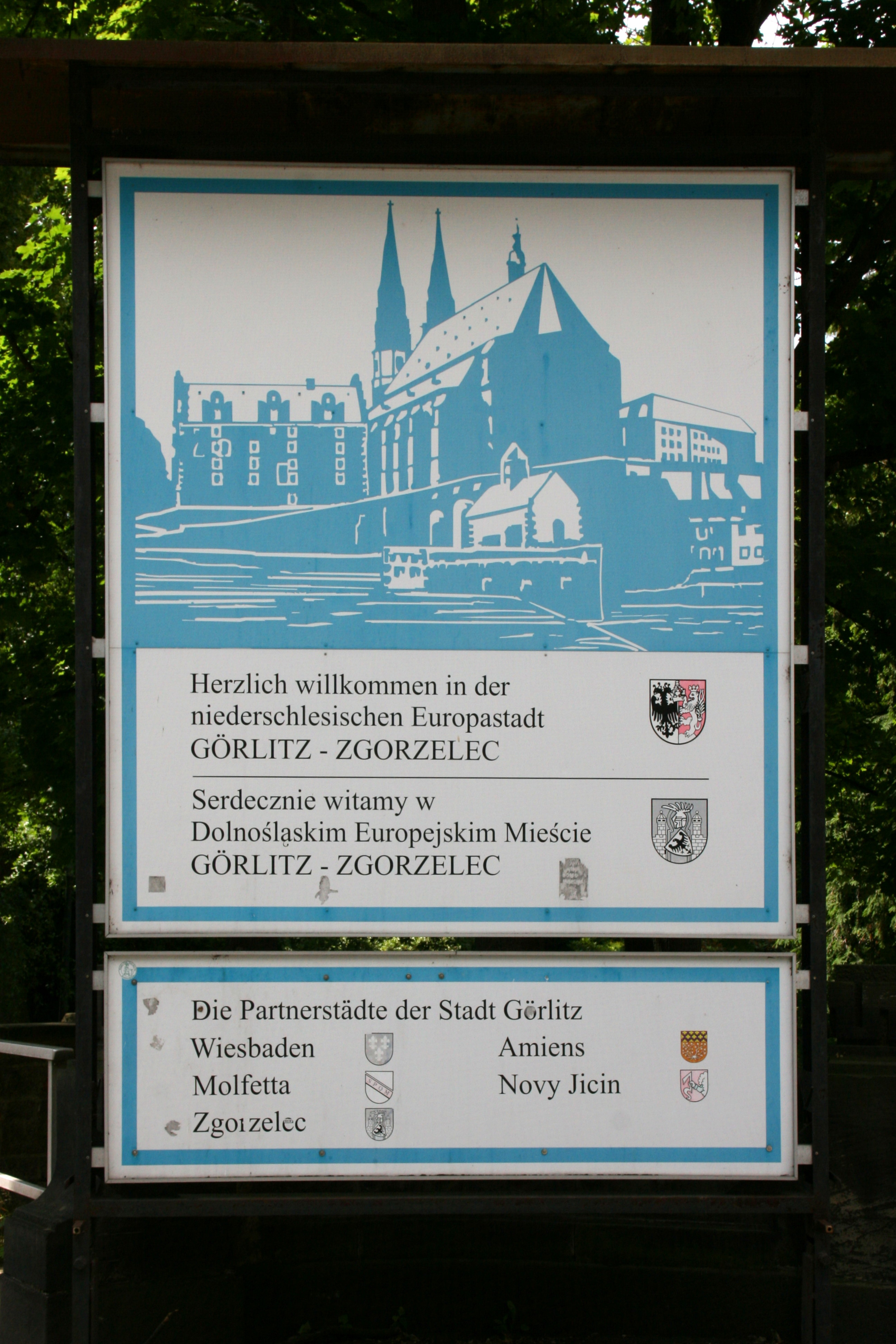
ゲルリッツと姉妹都市を示す標柱

- モルフェッタ、イタリア
- ズゴジェレツ、ポーランド
- ノヴィー・イチーン、チェコ
- ヴィースバーデン、ドイツ

## ゲルリッツ出身の人物
- ヤーコプ・ベーメ - 哲学者
- オスカー・モルゲンシュテルン - 経済学者
- ミヒャエル・バラック - サッカー選手
- イェンス・イェレミース - サッカー選手
- パヴレ・ユリシッチ＝シュトゥルム - セルビア王国の軍人
- ミヒャエル・クレッチマー - ザクセン州首相
- ティノ・クルパラ - ドイツのための選択肢 (AfD) 党首（ゲルリッツ郡・ヴァイスヴァッサー出身）